# Dornburg (Gommern)
Dornburg (postalisch Dornburg, Elbe) ist ein Ortsteil der gleichnamigen Ortschaft  der Stadt Gommern im Landkreis Jerichower Land in Sachsen-Anhalt.

## Geographie
Dornburg liegt neun Kilometer südöstlich vom Zentrum Gommerns entfernt. Der Ort liegt abseits der großen Verkehrswege im Urstromtal der Elbe in Höhe des Flusskilometers 300 in 51 Metern über dem Meeresspiegel an einem ehemaligen Elbarm. Die Bundesstraße 184 ist nach jeweils sechs Kilometer in den nächstgrößeren Nachbarorten Dannigkow und Leitzkau zu erreichen. Der nächste Bahnhof befindet sich im drei Kilometer entfernten Prödel an der Strecke Magdeburg–Dessau. Das Umland gehört zum großen Teil zum Biosphärenreservat Mittelelbe.

## Gliederung
Zum Ortsteil Dornburg gehören die Wohnplätze Neuer Krug und Theuberg.

## Geschichte
Wie archäologische Funde bewiesen, lag im Gebiet des heutigen Ortes bereits im 8. Jahrhundert eine slawische Siedlung. Die erste urkundliche Erwähnung erfährt Dornburg durch eine Schenkungsurkunde zugunsten des Stifts Leitzkau im Jahre 1155. Ein Jahr später wurde Graf Baderich von Dorneburg als Besitzer erwähnt.
Eine erste bereits aus Steinen errichtete Burg wird zum Anfang des 12. Jahrhunderts vermutet. Ab 1240 sind die Grafen von Arnstein Burgherren, die von hier aus versuchten, ihre westelbischen Besitzungen nach Osten hin auszuweiten. Um 1300 wurde die Burg zerstört und auf ihren Fundamenten eine neue kleinere Anlage errichtet. Sie kam wieder in den Besitz der askanischen Fürsten, die sie jedoch als Lehen weitergaben. Da Kursachsen die Rechtmäßigkeit der askanischen Lehnshoheit bestritt, waren die Beschwerden der Nachbarn über die Raubzüge des Schenken Ulrich von Quast, Lehnsmann ab etwa 1400, für den sächsischen Kurfürsten willkommener Anlass, 1436 die Burg erneut zu zerstören.
Die Anlage wurde daraufhin verkauft, die Burg blieb hingegen lange Zeit eine Ruine. Erst um 1523 gibt es Hinweise, dass die Familie Lattorff Eigentümer eines nun weiter östlich gelegenen Schlosses geworden ist. 1573 kaufte Statius von Münchhausen, der Erbauer der Schlösser Bevern und Leitzkau, den Brüdern seiner Ehefrau Anna von Lattorf die Güter Dornburg und Groß Lübs ab. Er baute Schloss Dornburg weiter aus. 1674 starb sein Enkel Johann von Münchhausen ohne männliche Nachfolge. Die fürstlich Anhalt-Zerbstsche Rentkammer ignorierte das Erbrecht seiner minderjährigen Neffen Carl Anton Philipp und Anton Friedrich von Münchhausen und bemächtigte sich Dornburgs als erledigten Lehens. (Eine nachfolgende Klage wurde vom Reichskammergericht in Wetzlar erst 1738 abgewiesen. Noch 1788 unternahmen die Leitzkauer Münchhausen einen Versuch, sich Dornburgs wieder zu bemächtigen.)
Die ruinösen Hauptgebäude des Dornburger Herrensitzes hatte Fürst Karl Wilhelm nach 1674 abreißen und durch ein neues ersetzen lassen. Der damalige Zerbster Fürst Karl Wilhelm vermachte Dornburg 1684 seinem Bruder Johann Ludwig, der sich bald danach hier niederließ und damit die Linie Anhalt-Dornburg begründete. Als er 1704 starb, wurde Schloss Dornburg zum fürstlichen Witwensitz und fiel schließlich dem 1690 in Dornburg geborenen Prinzen Christian August zu. Dieser trat 18-jährig in den preußischen Militärdienst und brachte es zum General und Gouverneur der pommerschen Landeshauptstadt und Festung Stettin. 1727 heiratete er Johanna Elisabeth von Schleswig-Holstein-Gottorf. Nach zwei Ehejahren kam die Tochter Sophie Auguste Friederike zur Welt, die später als Zarin Katharina die Große von Russland Weltgeschichte schrieb. Christian August, seit 1742 Fürst von Anhalt-Zerbst, starb 1747, wonach seine Frau Johanna Elisabeth bis zur Volljährigkeit ihres Sohnes Friedrich August als Fürstregentin die Herrschaft übernahm und das Schloß als Witwensitz benutzte.
Am 28. Juli 1750 fiel „das fürstliche Lustschloß zu Dornburg […] einer unvermuteten Feuersbrunst“ zum Opfer. Die Fürstin beschloss aber bald darauf, einen Neubau zu errichten. Der sollte das Schloss in Zerbst an Größe und Pracht übertreffen und damit sowohl ihrer eigenen Prunksucht genügen als auch zum etwaigen Empfang ihrer Tochter, der Zarin von Russland, geeignet sein. Johanna Elisabeth beauftragte den 1694 in Zerbst geborenen, nunmehrigen „fürstlich-nassau-saarbrückenschen Generalbaudirektor“ Friedrich Joachim Stengel mit der Projektierung dieses Bauwerks. Die Realisierung des Projekts lag weitgehend in den Händen des Zerbsters Carl Wilhelm Christ, den Stengel brieflich unterstützte. Der Bau verzögerte sich durch den 1756 ausgebrochenen Siebenjährigen Krieg. Erst 1758 wurde somit das heutige Schloss Dornburg vollendet. Indes konnten nicht alle Pläne verwirklicht werden, da infolge des Krieges die Geldmittel nicht mehr ausreichten. Als 1793 mit dem Tode von Friedrich August das Zerbster Fürstenhaus ausstarb, kam Dornburg nach der Zerbster Teilung unter die Herrschaft von Anhalt-Köthen.
Ab 1818 war Dornburg als Teil des Kreises Zerbst eine anhaltische Exklave in dem preußischen Kreis Jerichow I. 1872 wurde Schloss Dornburg an den Amtmann Hühne verkauft und 1875 wurde im Ort ein neues Schulgebäude errichtet. Zu dieser Zeit hatte Dornburg etwa 460 Einwohner.
Im Jahre 1932 richtete die SA in einem Teil des Schlosses eine Sportschule zur körperlichen Ertüchtigung ihrer Kampftruppe ein. Seit Beginn der Zeit des Nationalsozialismus im Frühjahr 1933 wurden politische Häftlinge aus den Kreisen Burg, Magdeburg, Schönebeck (Elbe), Staßfurt und Zerbst hierher überführt und in den abgelegenen Kellern von SA- und SS-Männern bestialisch geprügelt, bis die Folterhölle im August 1933 aufgelöst wurde. Bis zum Herbst 1935 war der Ort militärische Ausbildungsstätte der Reichswehr. Eine 1962 im Schloss eingerichtete Gedenkstätte für die Opfer der Misshandlungen wurde nach 1990 beseitigt. Vom 21. März 1945 bis 10. April 1945 bestand in Dornburg eines der kleinsten Außenlager des KZ Buchenwald.
Als die DDR 1952 eine Gebietsreform durchführte, wurde entgegen anderen Praktiken im Falle Dornburgs auf die historischen Verknüpfungen Rücksicht genommen und der Ort unter Herstellung einer Landverbindung in seinem bisherigen Kreis belassen. Das Schloss wurde allerdings nach der Enteignung durch die Bodenreform zunächst dem Verfall preisgegeben, stand auch bereits auf der Abrißliste gemäß Befehl 209 der SMAD, ehe es 1967 für die Nutzung als Magazin des Anhaltischen Staatsarchivs renoviert wurde. Dornburg hatte 1964 485 Einwohner.
Nach der deutschen Wiedervereinigung verließ das Archiv Schloss Dornburg wieder. Mit dem Landesamt für Archäologie zog ein neuer Nutzer ein, der im Schloss das Landesfunddepot einrichtete. Seit 2000 wurden aufwändige Sanierungsarbeiten durchgeführt. Das Depot ist inzwischen jedoch ausgezogen und das Schloss steht zum Verkauf.
Mit Wirkung zum 1. Januar 2005 wurde Dornburg in die Stadt Gommern eingemeindet. Damit wechselte es vom damaligen Landkreis Anhalt-Zerbst zum Landkreis Jerichower Land.

## Politik

### Bürgermeister
Als Ortschaft der Stadt Gommern übernimmt ein so genannter Ortschaftsrat die Wahrnehmung der speziellen Interessen des Ortes innerhalb bzw. gegenüber den Stadtgremien. Er wird aus sieben Mitgliedern gebildet. Als weiteres ortsgebundenes Organ fungiert der Ortsbürgermeister, dieses Amt wird zur Zeit von Andreas Steinz wahrgenommen.

### Wappen
| | Blasonierung: „Im grünen Schild mit silbernem Dornen-Leistenbord ein schwarz strukturierter silberner Turm mit drei Zinnen und zwei schwarzen Rundbogenfensteröffnungen untereinander.“ |
| Wappenbegründung: Die Farben des Ortes sind Weiß (Silber) - Grün. Das Wappen ist ein redendes Wappen und nimmt Bezug auf den Namen des Ortes. Das Wappen wurde vom Heraldiker Ernst Albrecht Fiedler aus Magdeburg gestaltet und am 3. Mai 1999 durch das Regierungspräsidium Dessau genehmigt. | |

### Flagge
Die Flagge ist weiß - grün gestreift (Hissflagge: Streifen von oben nach unten, Querflagge: Streifen von links nach rechts verlaufend) mit dem aufgelegten Wappen der Gemeinde.

## Sehenswürdigkeiten
Das Schloss Dornburg gilt in seiner Gestalt von 1758 als eines der bedeutendsten Barockbauten Sachsen-Anhalts. Es ist ein dreiteiliges, in einer Flucht ausgerichtetes Gebäude mit drei Geschossen. Der über drei Fensterachsen laufende Mittelteil ragt im Grundriss wie in der Höhe über die Seitenflügel hinaus, hat eine reich verzierte Fassade und eine gewölbte Dachform. Architekt war der Nassau-Saarbrückische Generalbaumeister Friedrich Joachim Stengel.

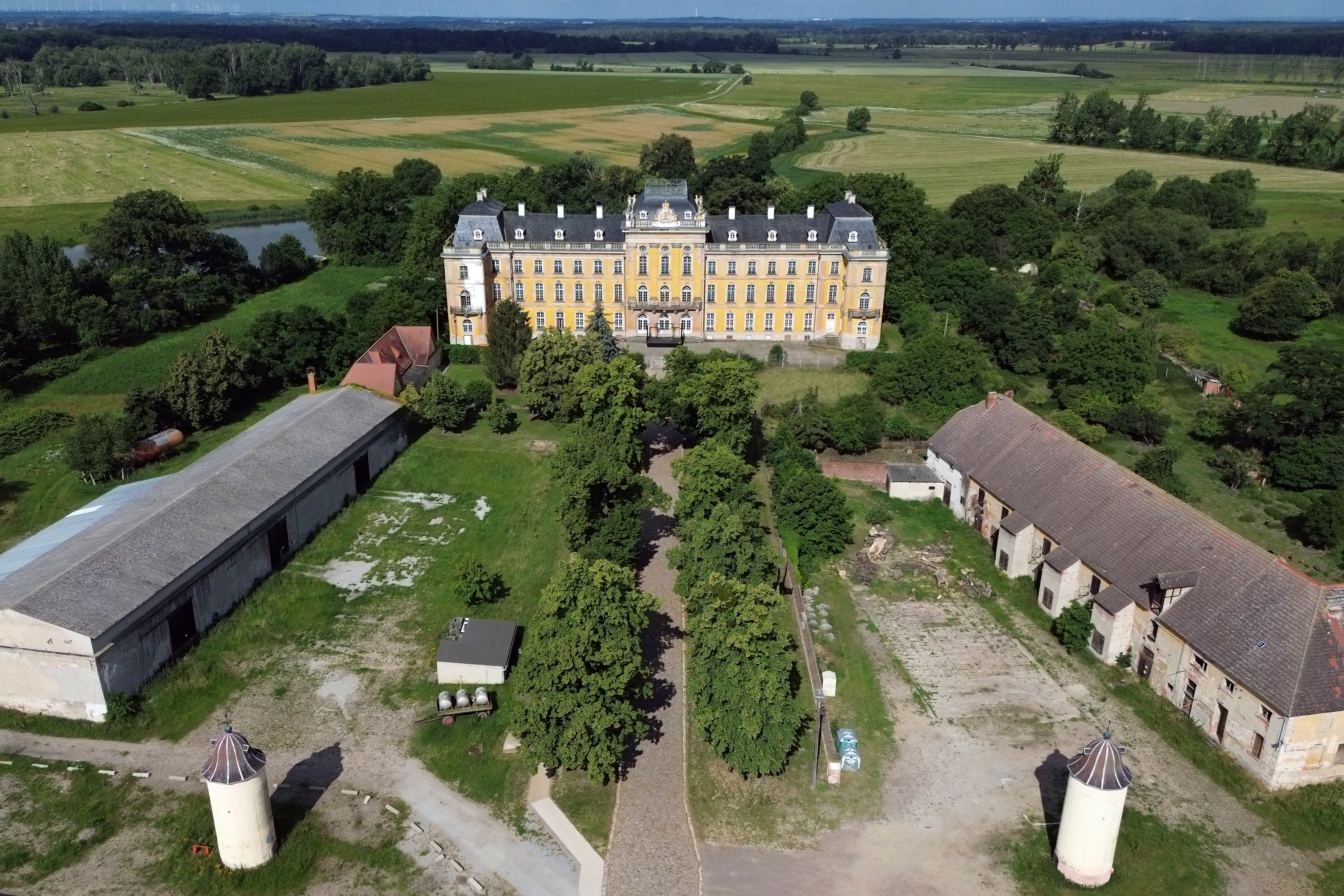
Luftaufnahme der Schlossanlage Dornburg
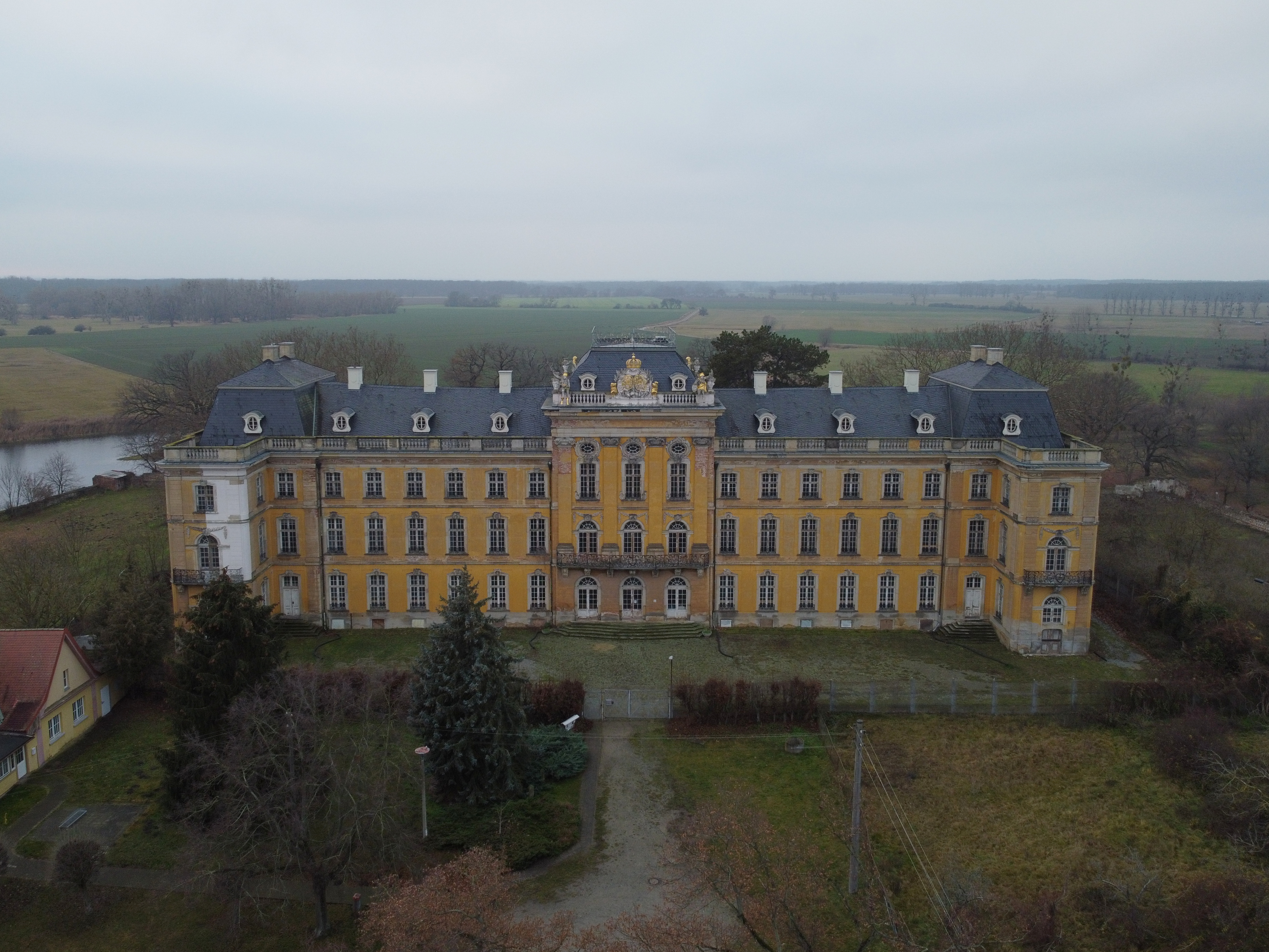
Schloss Dornburg
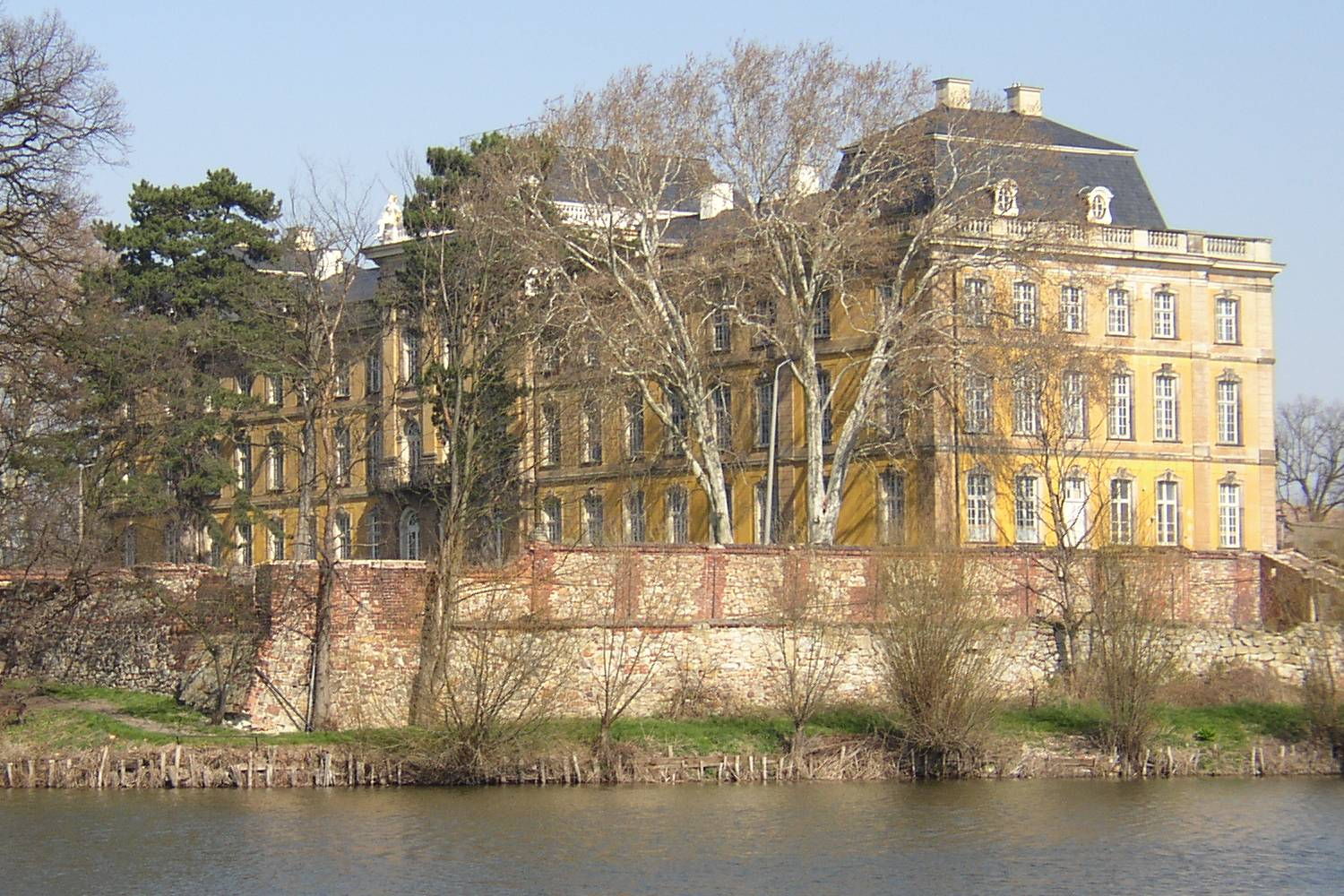
Altwasser Kirchsee und Schloss
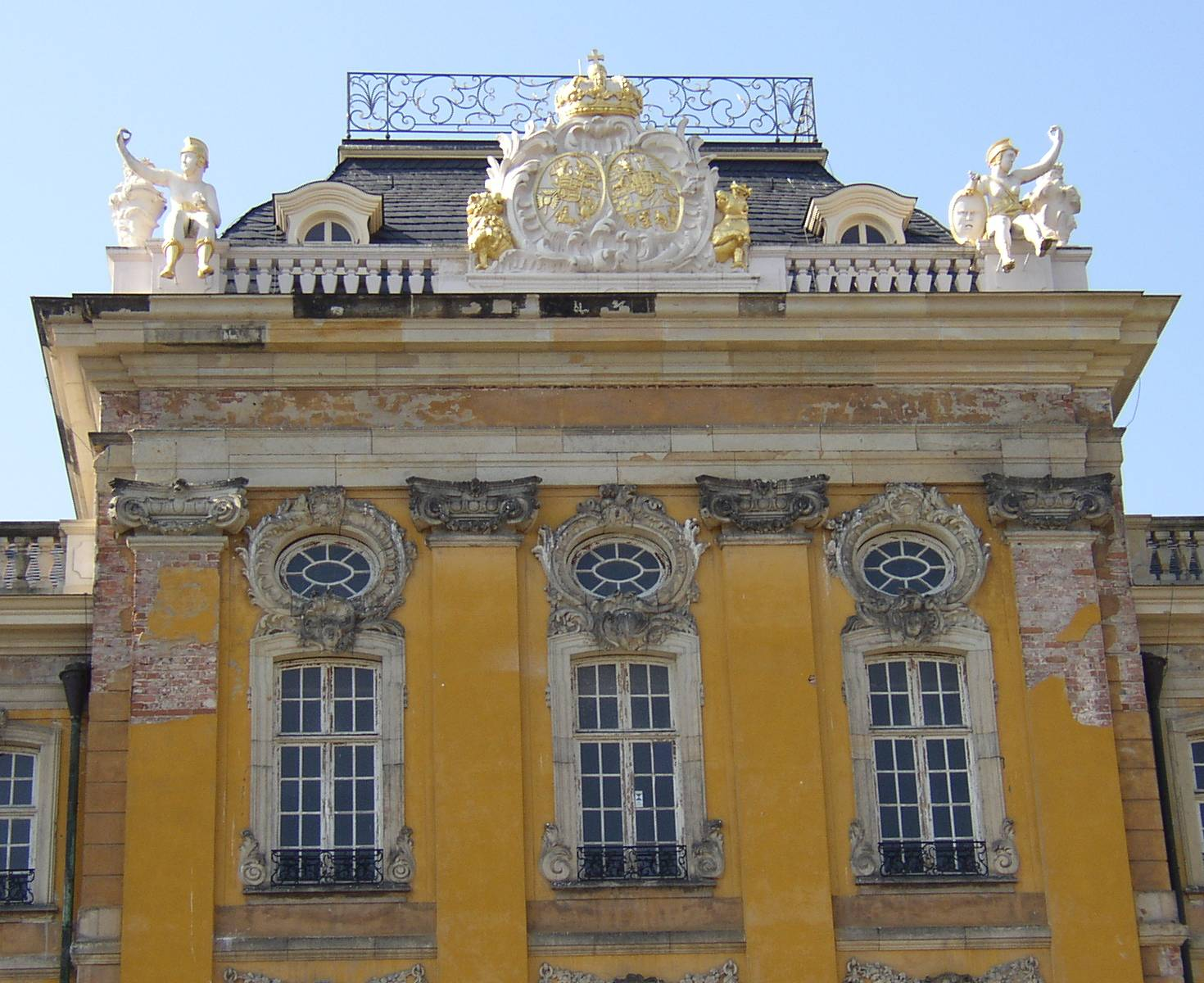
Mittelpavillon des Schlosses
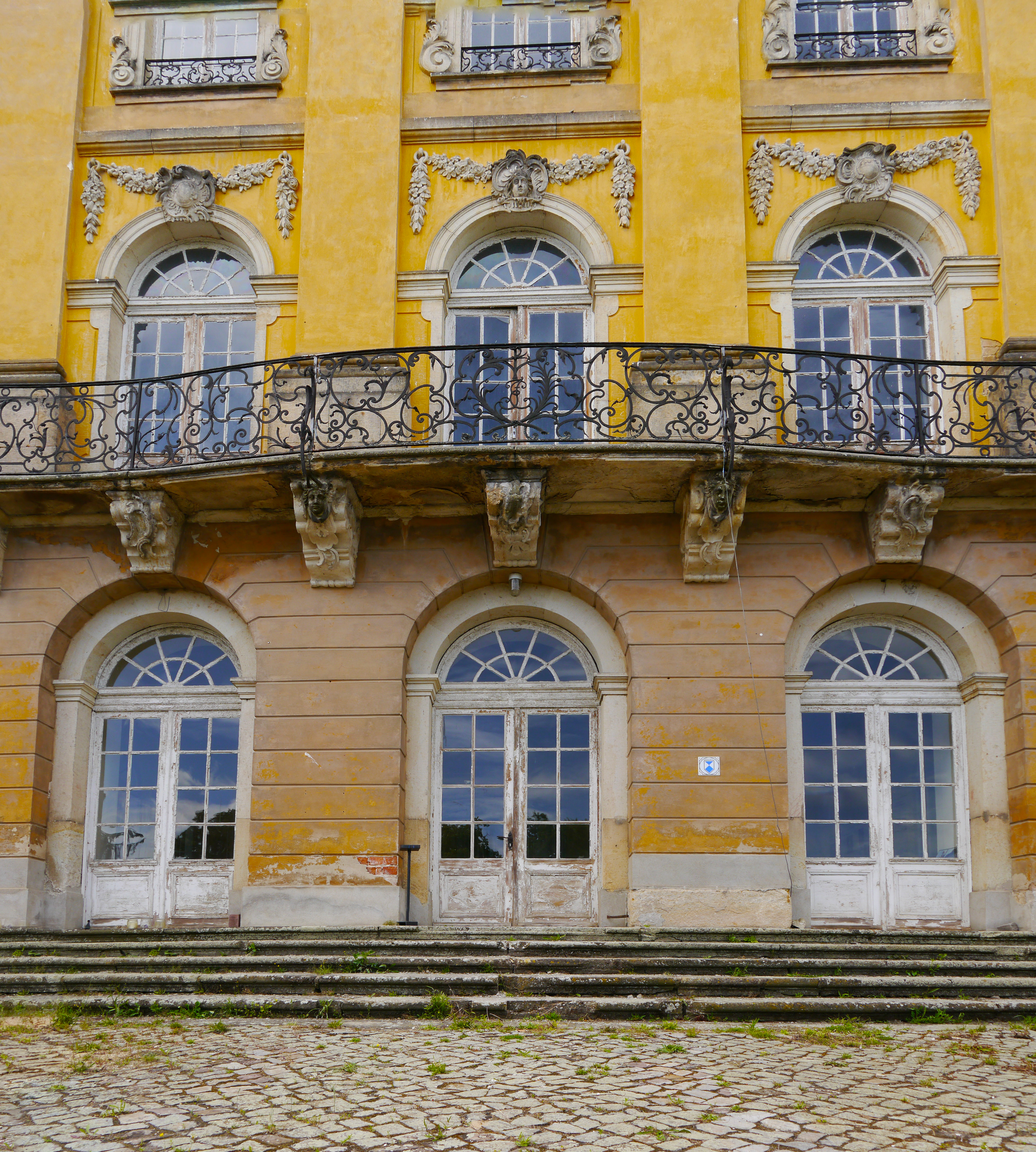
Mitteleingang des Schlosses
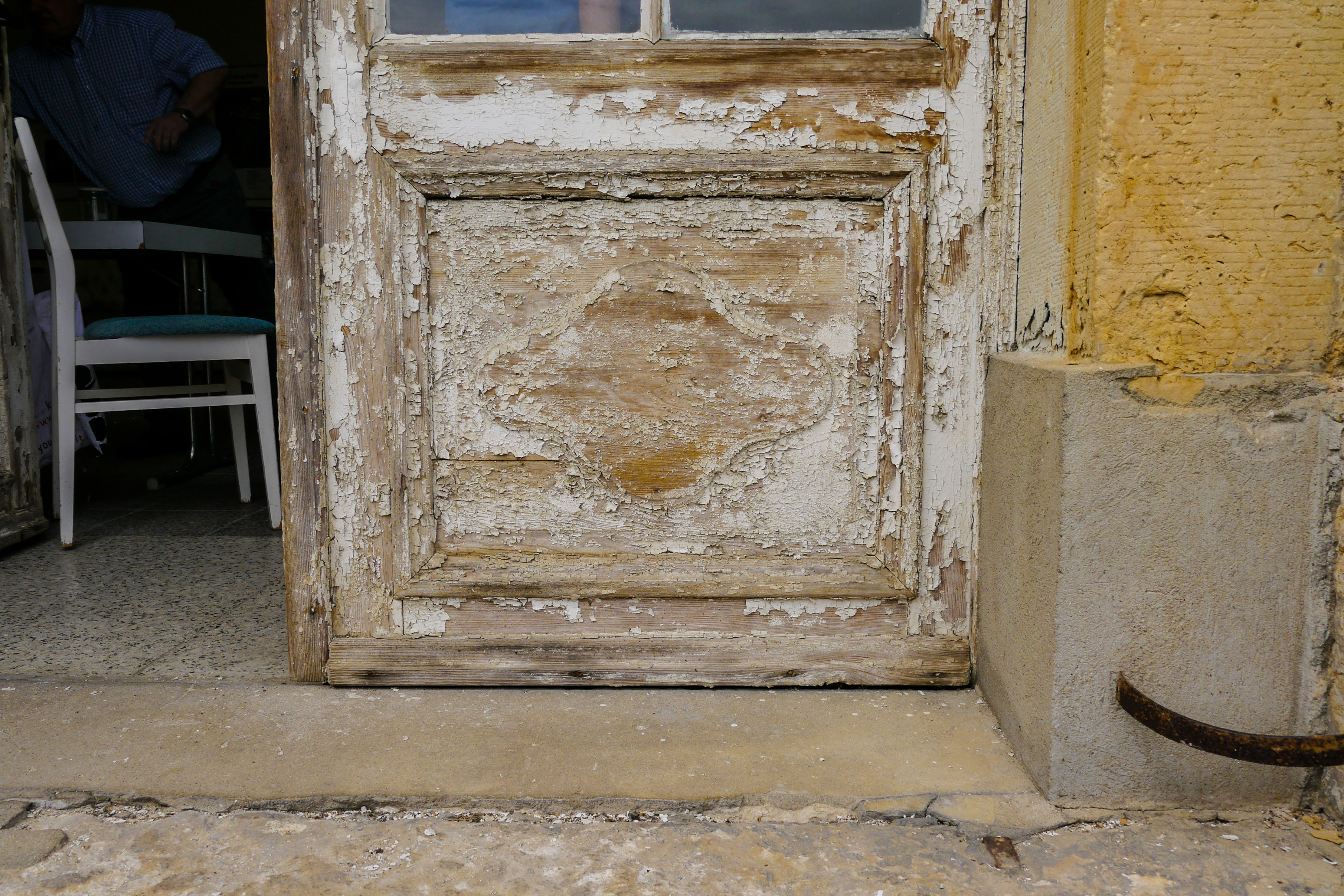
Spuren der Zeit – Türdetail am Schloss
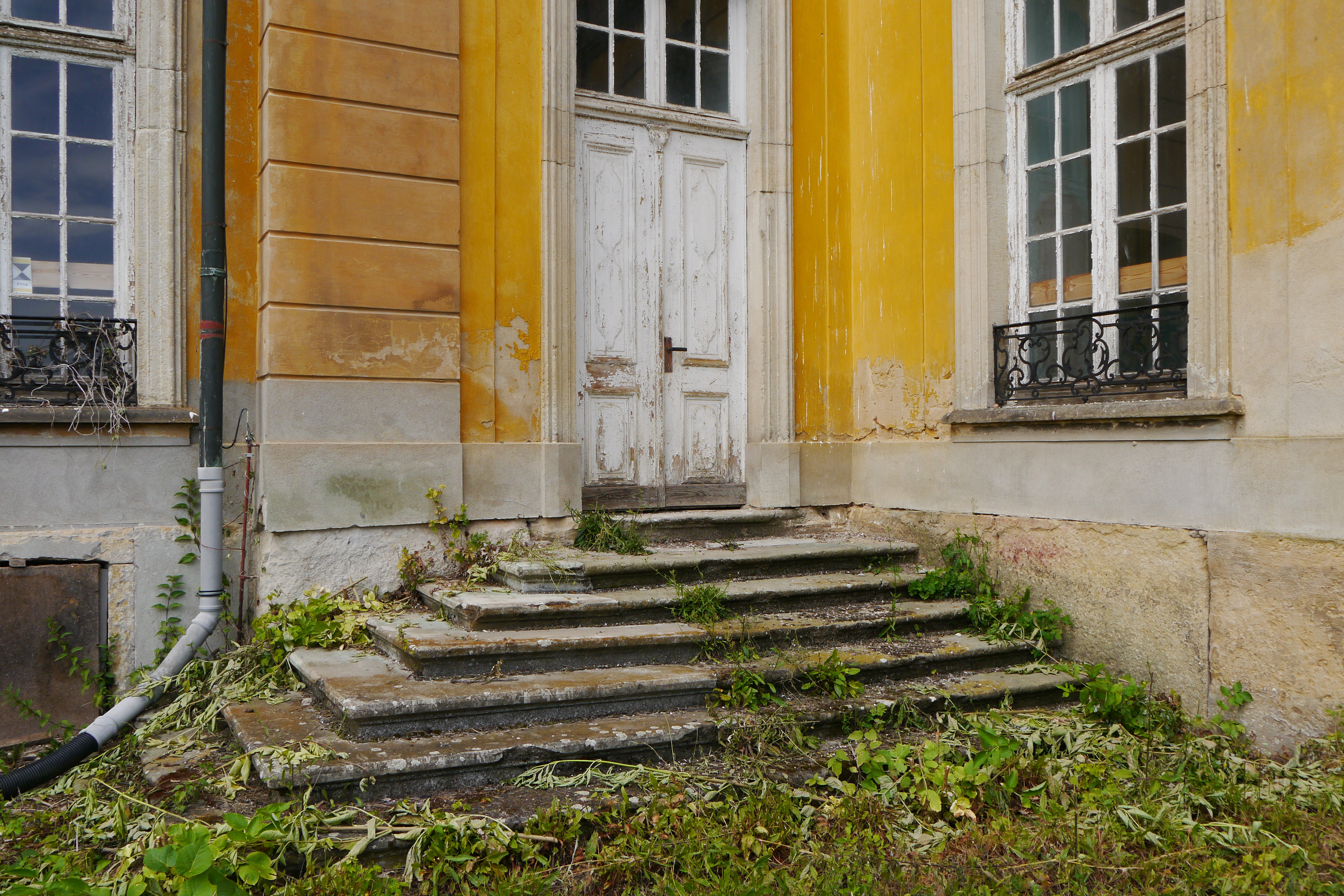
Seiteneingang am Schloss
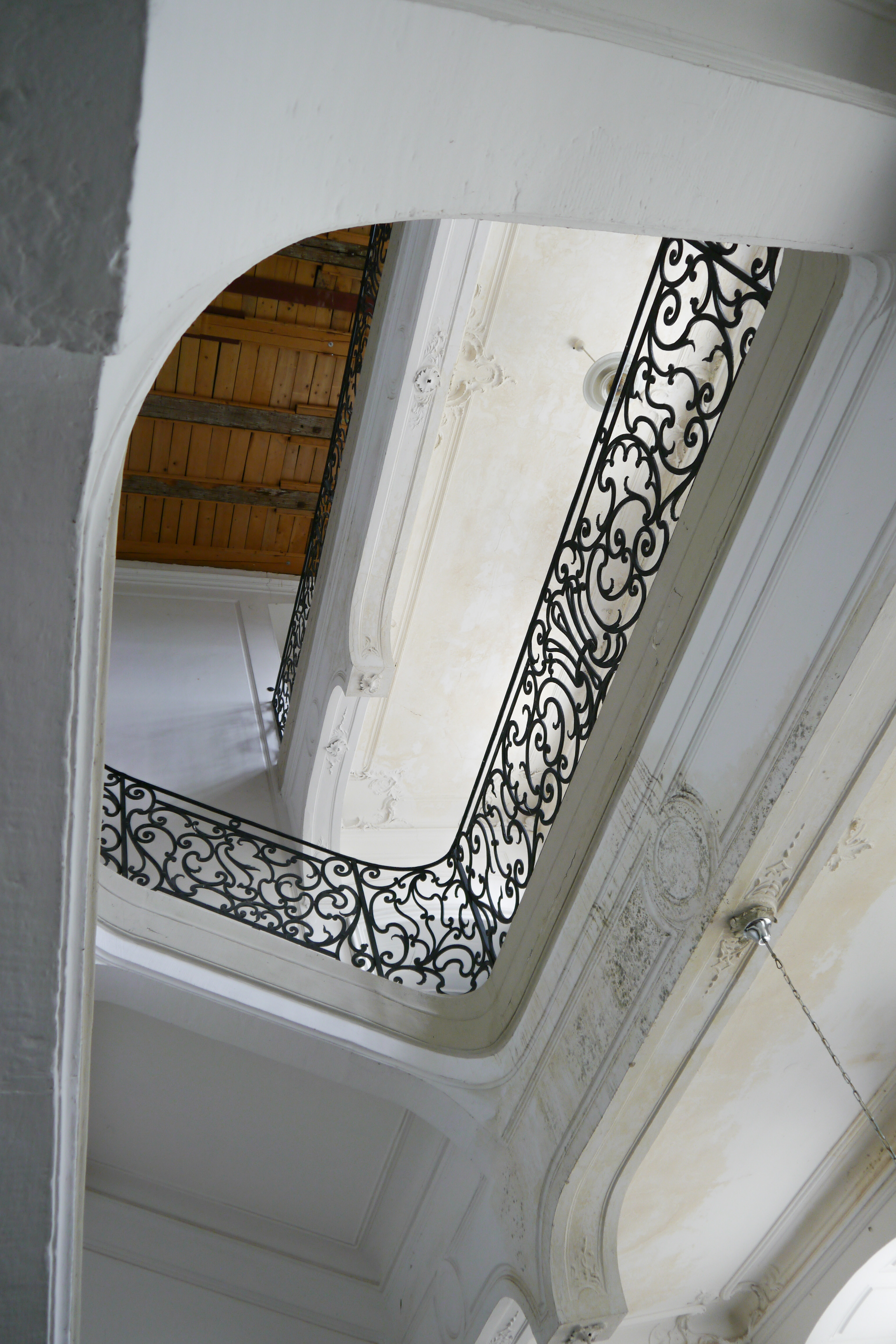
Treppenhaus im Schloss
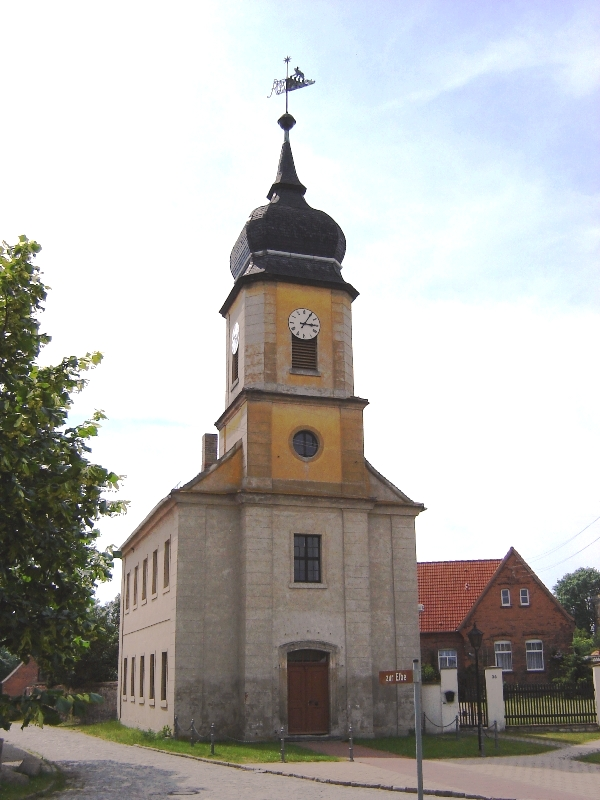
Kirche in Dornburg
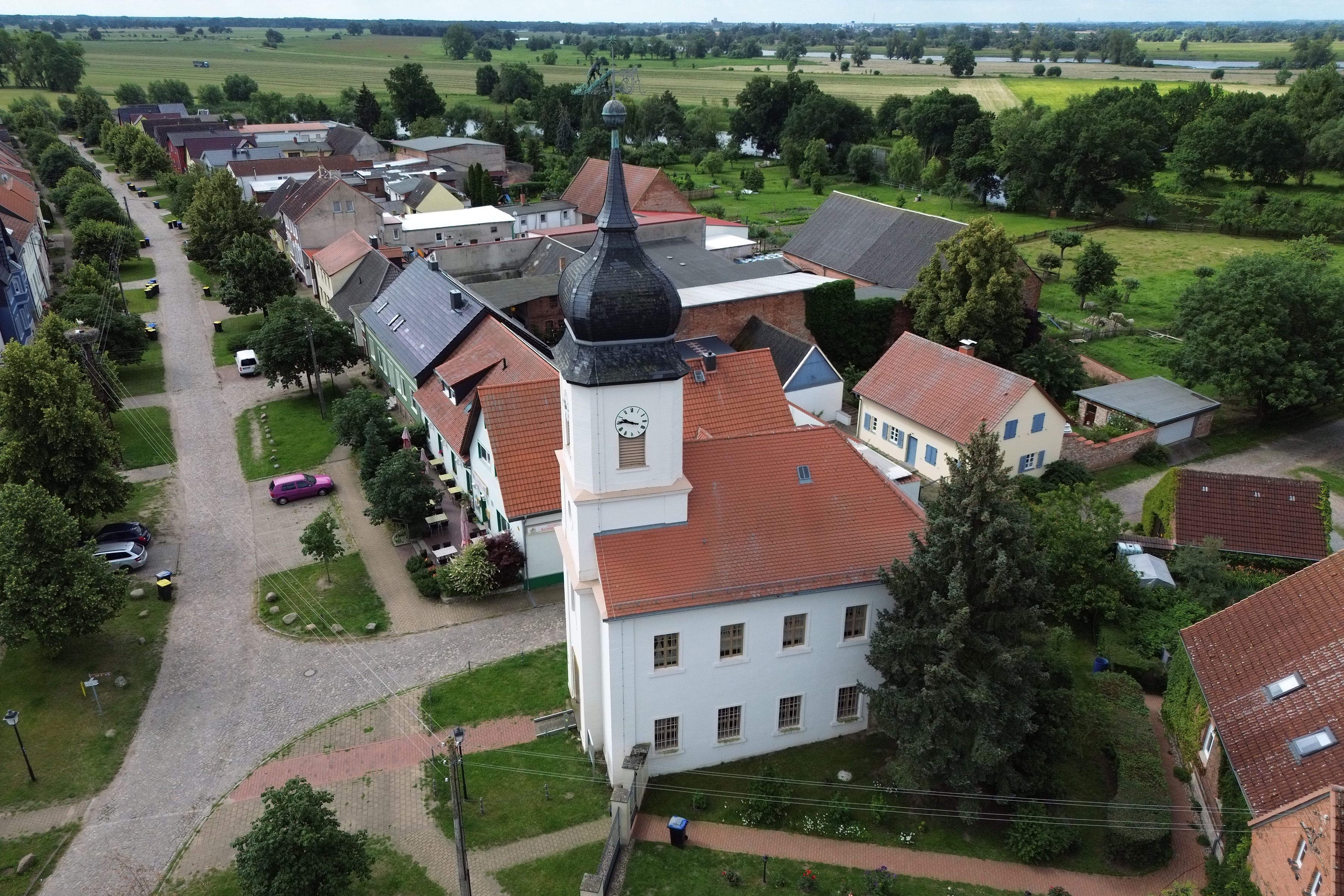
Luftaufnahme der Dornburger Dorfkirche
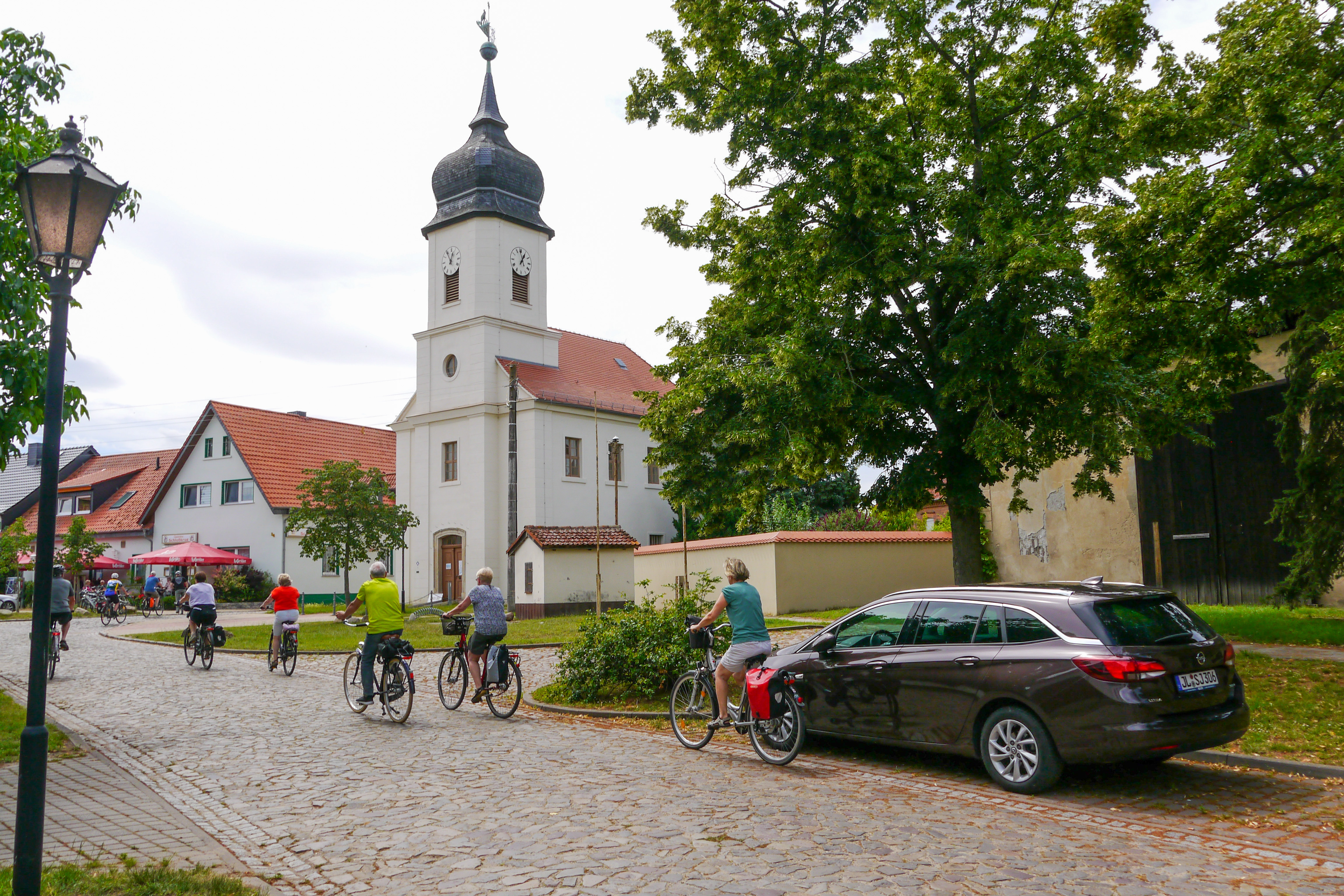
Hauptstraße und Kirche
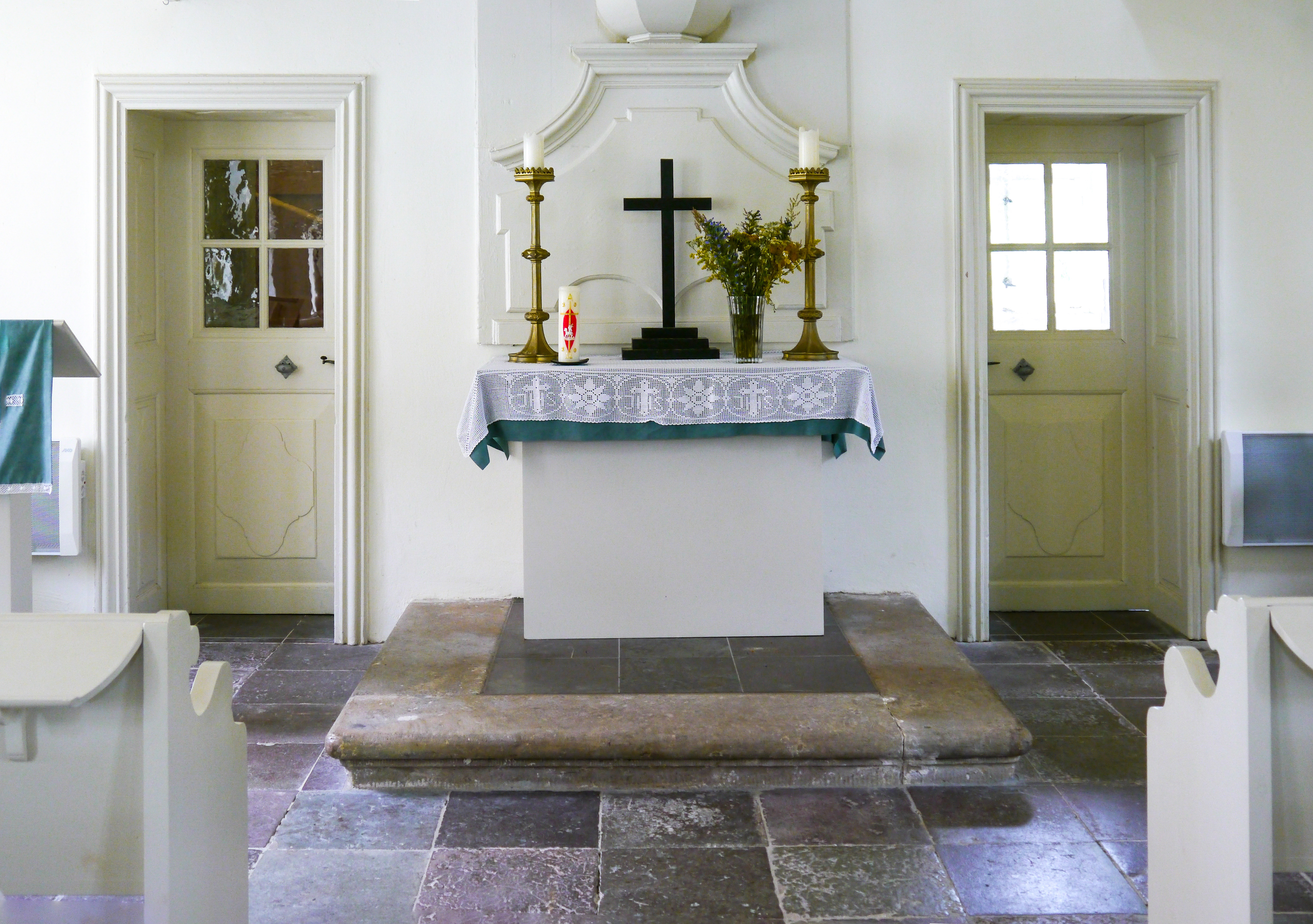
Altar der Kirche
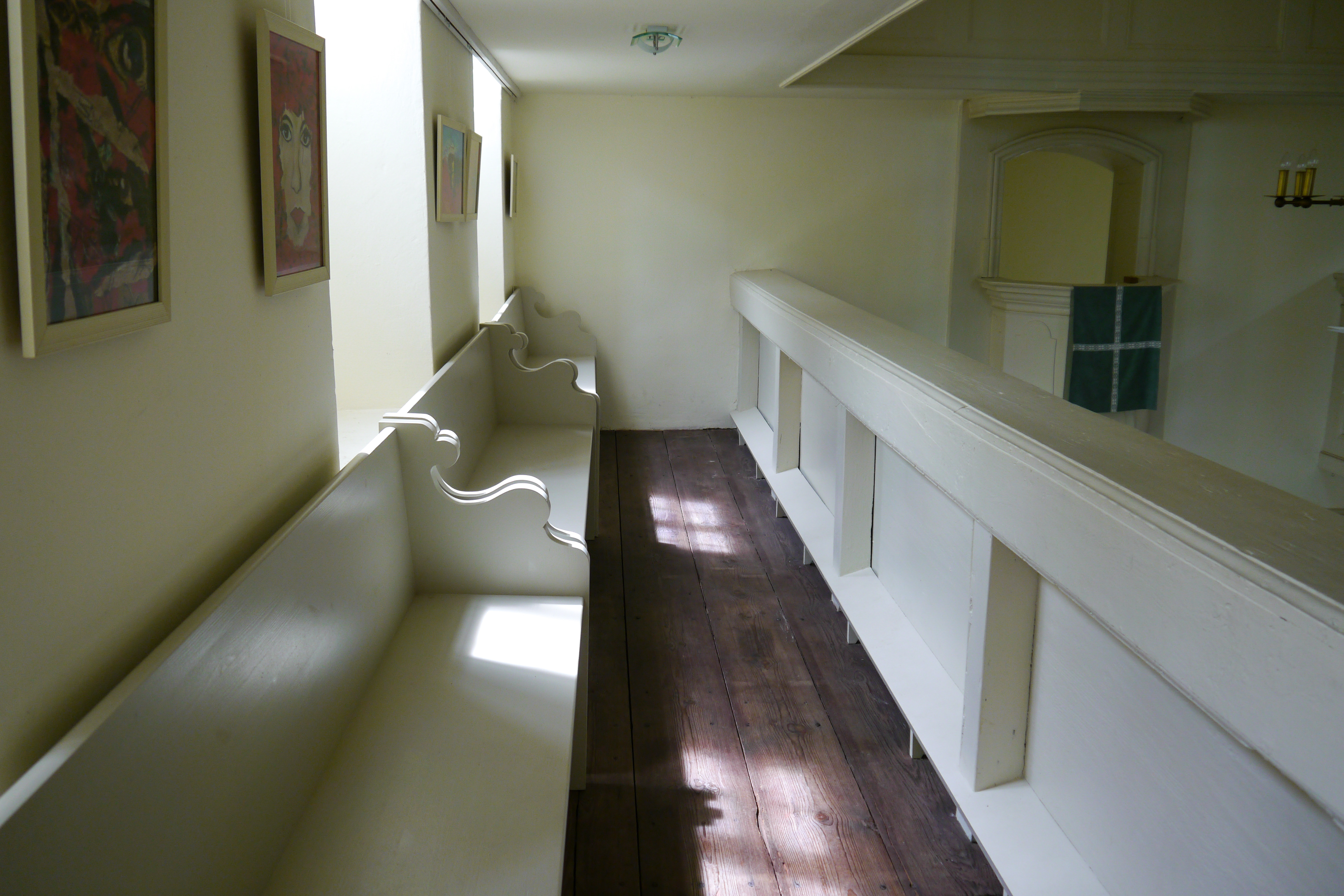
Empore der Kirche
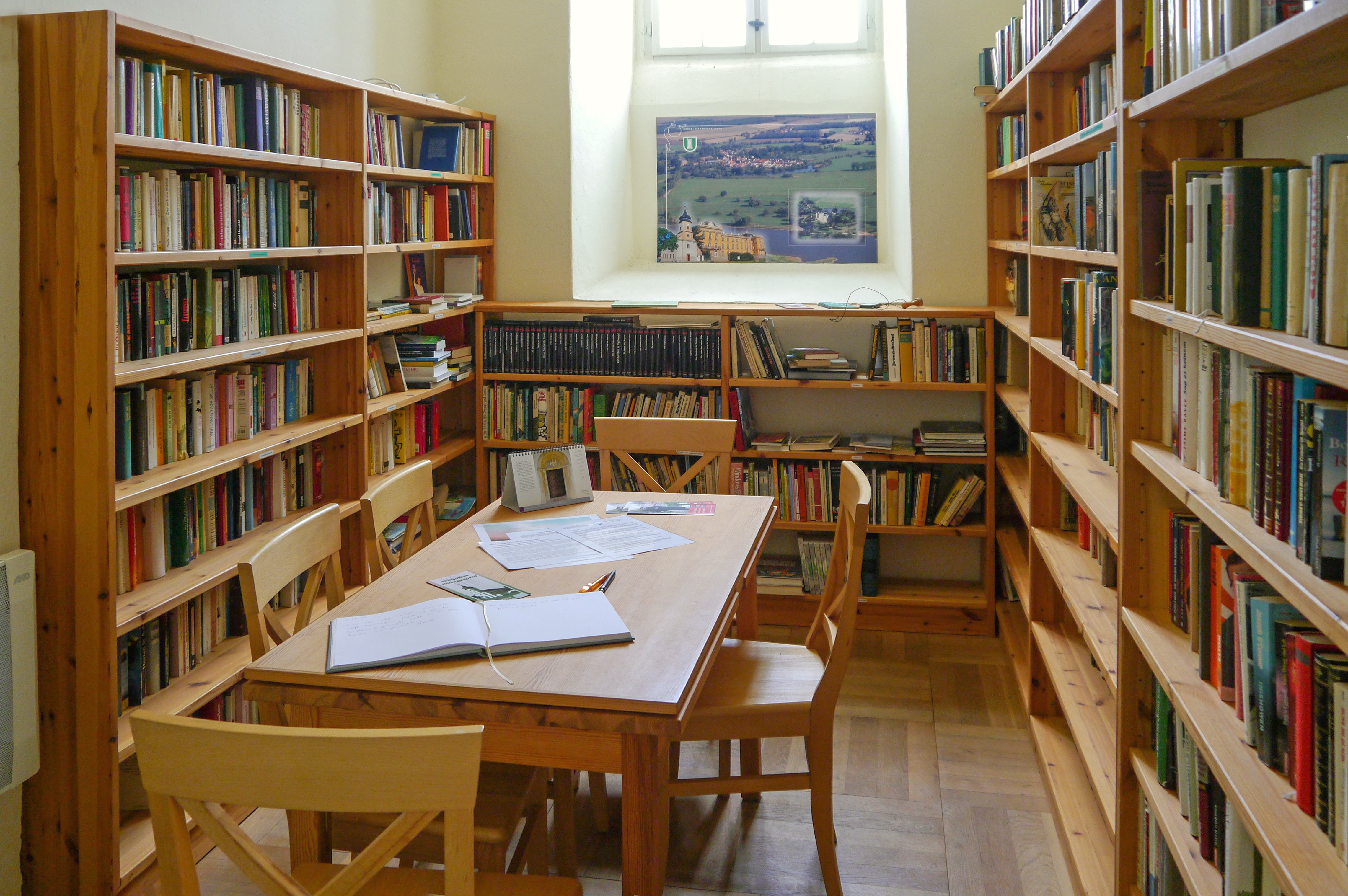
Leseraum in der Kirche
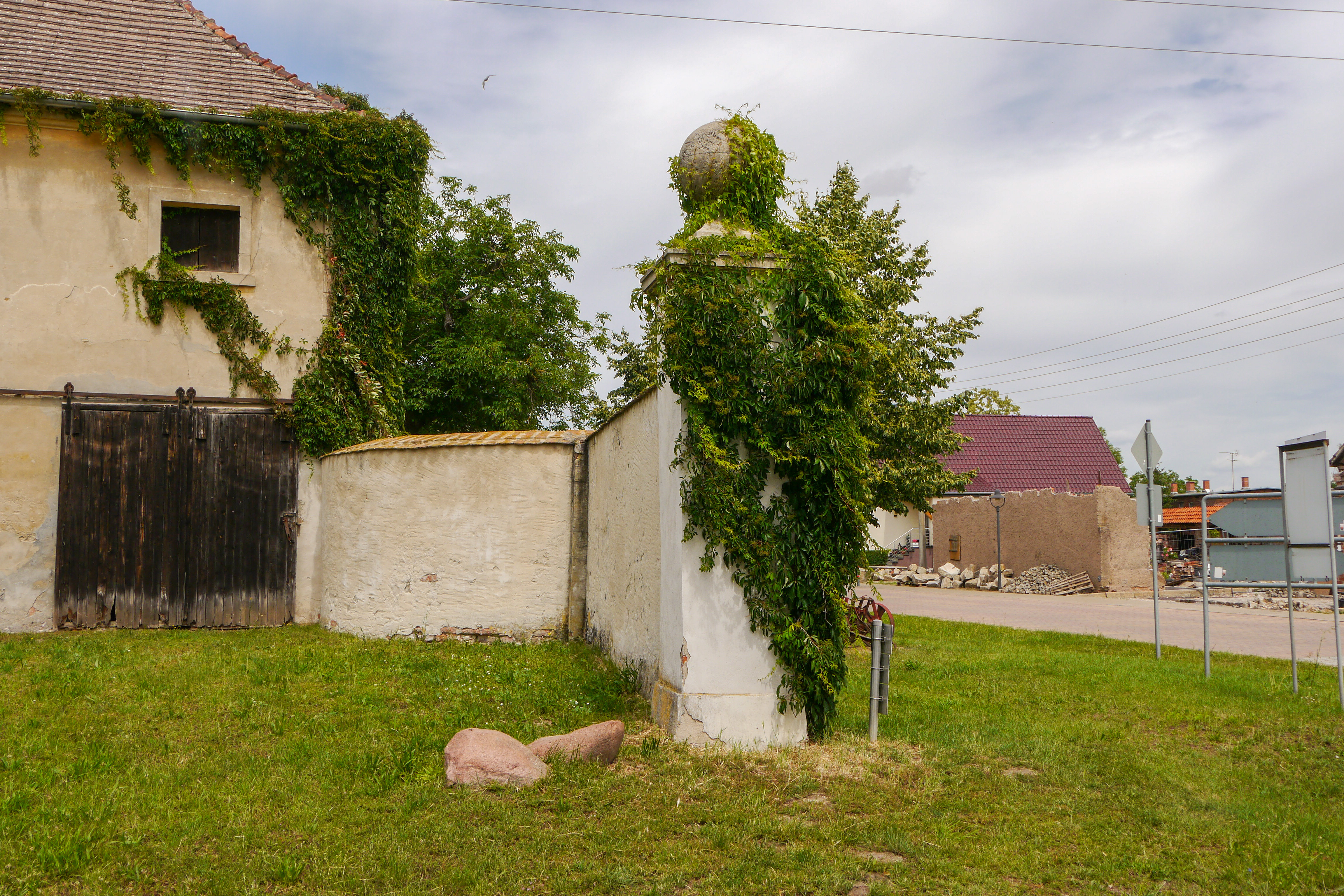
Umrankte Kugelsonnenuhr am Schloss
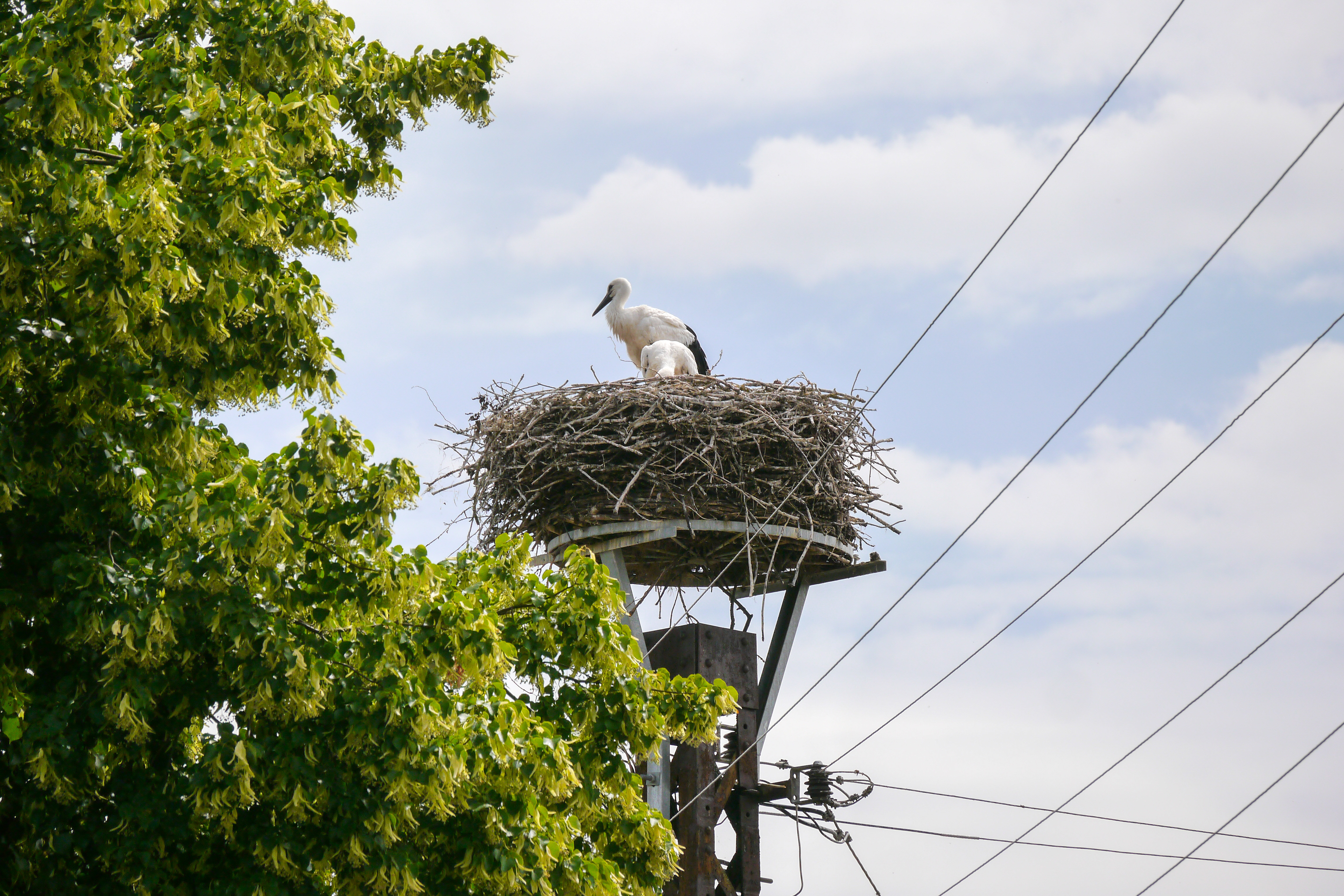
Eines der zahlreichen Storchennester

Die Dornburger Kirche ist ein barocker Bau, bestehend aus dem rechteckigen Kirchenschiff, aus dem entgegen kirchenbaulicher Tradition an der Ostseite der Turm mit seinem gewölbten Dach mit aufgesetzter viereckiger Spitze hervorragt. Der gesamte Bau ist verputzt, und das Kirchenschiff ist zweistöckig in fünf Fensterachsen gegliedert. Der Innenraum wird durch ein Spiegelgewölbe abgeschlossen, an den Seitenwänden sind Emporen angebracht. Das auf dem Altar stehende silberne Kruzifix trägt das Widmungsdatum 3. September 1747.  Die Orgel wurde aus Teilen der ehemaligen 1719 angefertigten Schlosskapellenorgel im Jahre 1756 eingebaut. Mit dem Bau der Kirche wurde 1755 vermutlich nach Plänen des Schlossarchitekten Stengel durch den Hofmaurermeister Carl Wilhelm Christ begonnen, und am 3. September 1758 erfolgte ihre Einweihung.

## Söhne und Töchter (Auswahl)
- Christian August von Anhalt-Zerbst (1690–1747), preußischer Generalfeldmarschall
- Johann Friedrich von Anhalt-Zerbst (1695–1742), kaiserlicher General
- Friedrich Osterloh (1755–nach 1811), Architekt und Baubeamter im Fürstentum Halberstadt